# La Chapelle-Gonaguet
La Chapelle-Gonaguet (trong tiếng Occitan La Chapela de Gonaguet) là một xã của Pháp, nằm ở tỉnh Dordogne trong vùng Aquitaine của Pháp. Xã này có diện tích 19,07 km2, dân số năm 2007 là 1024 người. Xã nằm ở khu vực có độ cao trung bình 179 m trên mực nước biển.

## Thông tin nhân khẩu
Nguồn: INSEE  và Cassini 
| 1793 | 1800 | 1806 | 1821 | 1831 | 1836 | 1841 | 1846 | 1851 |
| ---- | ---- | ---- | ---- | ---- | ---- | ---- | ---- | ---- |
| 449  | 506  | 471  | 651  | 689  | 677  | 651  | 637  | 647  |

| 1856 | 1861 | 1866 | 1872 | 1876 | 1881 | 1886 | 1891 | 1896 |
| ---- | ---- | ---- | ---- | ---- | ---- | ---- | ---- | ---- |
| 623  | 580  | 558  | 577  | 598  | 575  | 559  | 553  | 523  |

| 1901 | 1906 | 1911 | 1921 | 1926 | 1931 | 1936 | 1946 | 1954 |
| ---- | ---- | ---- | ---- | ---- | ---- | ---- | ---- | ---- |
| 506  | 524  | 483  | 449  | 428  | 408  | 399  | 367  | 372  |

| 1962                                         | 1968 | 1975 | 1982 | 1990 | 1999 | 2007  | - | - |
| -------------------------------------------- | ---- | ---- | ---- | ---- | ---- | ----- | - | - |
| 348                                          | 307  | 331  | 421  | 703  | 863  | 1 024 | - | - |
| Số liệu kể từ 1962 : dân số không tính trùng |      |      |      |      |      |       |   |   |